# Освоение Дикого Запада (сериал, 1996)
Освоение Дикого Запада (англ. The West — Запад) — многосерийный документальный фильм режиссёра Стивена Айвза и продюсера Кена Бёрнса. Его премьерный показ состоялся в сентябре 1996 года на PBS.

## Создание
Стивен Айвз и Кен Бёрнс прежде уже работали совместно над несколькими фильмами, в том числе «Гражданская война» (The Civil War, 1990) и «Бейсбол» (Baseball, 1994).
В 1988 Айвз основал компанию «Insignia Films» и начал работу над фильмом как директор вместе с Кеном Бернсом, который занимал должность исполнительного продюсера. Во время создания фильма съемочной группе пришлось пролететь более 100 000 миль (160 000 километров) на аэроплане, провести около 72 интервью, посетить 74 архива и свести более 250 часов фильма. Создатели фильма проводили консультации с историками Стивеном Эмброусом, Дж. Холидеем и Ричардом Уайтом; писателями Мэксин Хонг Кингстон и Наварром Скоттом Момадэем; экологами и писателями Терри Вильямсом и Марком Рейзнером; политиками Беном Кэмпбеллом, Энн Ричардс, Стюартом Юдаллом и Ральфом Ярборо.
Фильм создавался при поддержке General Motors.

## Список эпизодов
| Номер эпизода | Период      | Название                             | Оригинальное название             | Дата премьеры         |
| ------------- | ----------- | ------------------------------------ | --------------------------------- | --------------------- |
| 1             | по 1806 год | Народ                                | The People                        | 15 сентября 1996 года |
| 2             | 1806-1848   | Империя первопроходцев               | Empire Upon the Trails            | 16 сентября 1996 года |
| 3             | 1848-1856   | Блеск будущего                       | Speck of the Future               | 17 сентября 1996 года |
| 4             | 1856-1868   | Смерть свирепствует                  | Death Runs Riot                   | 18 сентября 1996 года |
| 5             | 1868-1874   | Величайшее в Божьем мире предприятие | The Grandest Enterprise Under God | 19 сентября 1996 года |
| 6             | 1874-1877   | Война за вечный мир                  | Fight No More Forever             | 20 сентября 1996 года |
| 7             | 1877-1887   | География надежды                    | The Geography of Hope             | 21 сентября 1996 года |
| 8             | 1887-1914   | Под одними небесами                  | One Sky Above Us                  | 22 сентября 1996 года |

### Расхождение в количестве серий
Когда сериал вышел на видеокассетах (24 сентября 1996 года), последняя серия, «Под одними небесами», была разделена на два эпизода продолжительностью 60 минут каждый: «Пляска духов» (Ghost Dance, 1887—1891) и «Под одними небесами» (One Sky Above Us, 1891—1914).
В России сериал был показан на канале «Культура» осенью 1999 года. Эпизоды выходили раз в неделю, по субботам, со 2 октября по 27 ноября (всего 9 серий).